# Mircea (voilier)
Pour les articles homonymes, voir Mircea.
Le Mircea est un ancien trois-mâts barque qui, depuis 1938, sert de voilier-école à l'Académie navale de Roumanie. Il forme les élèves officiers et sous-officiers.
Il a deux mâts à voiles carrées et un mât d'artimon à voile aurique et deux bômes.

## Histoire

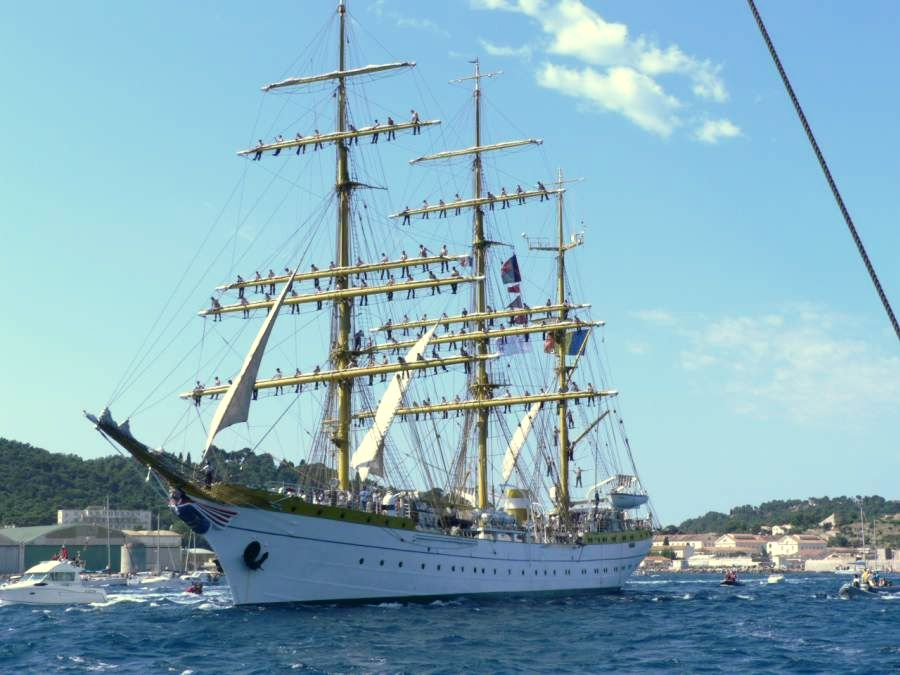
Le "Mircea" en rade de Toulon en 2007

La Roumanie, qui fit cause commune avec la Russie contre la Turquie pendant la guerre de 1877-1878, profita de sa victoire pour récupérer la province côtière de Dobrogée, entre le Danube et la mer Noire. Ayant ainsi retrouvé l'ancienne façade maritime de la Valachie et le port de Constanța, le pays recréa sa marine et décida de se doter d'un voilier-école. Ce sera le Mircea, du nom du prince roumain Mircea l'Ancien, prince de Valachie de 1386 à 1418, qui avait lutté en son temps contre les Turcs pour défendre la principauté de Dobrogée et fait du commerce maritime avec les Génois et les Grecs (en roumain, beaucoup de termes de marine traditionnels sont d'origine italienne ou grecque).
Lancé en 1882, ce brick commandé au chantier de Blackwall, près de Londres, navigua jusque dans les années 1930. Vieillissant, la marine roumaine entreprit de le remplacer par un splendide trois-mâts barque conçu sur les mêmes plans que le Gorch Fock I (navire allemand sorti des chantiers Blohm & Voss à Hambourg en 1933 et qui a navigué durant des décennies sous pavillon soviétique et sous le nom de Tovarichtch). Le trois-mâts fut livré le 16 janvier 1939 et armé à Constanța en avril. Comme son prédécesseur, il fut nommé Mircea.
La découverte d'une fresque médiévale représentant le prince Mircea dans le monastère roumain de Cozia permit la réalisation d'une imposante figure de proue à son effigie. Le navire eut à peine le temps de s'amariner que la Seconde Guerre mondiale éclatait. Il revenait tout juste d'une croisière de formation en Méditerranée, avec ses 43 officiers (dont cinq formés à l'École navale française), ses 40 marins et ses 140 cadets. Engagée aux côtés des forces de l'Axe, la Roumanie du régime Antonescu (le « Pétain roumain ») maintint quelques croisières en Méditerranée (dont une jusqu'à Toulon, avant le sabordage) pour la formation de ses élèves officiers.
Malgré le retournement de la Roumanie qui, le 23 août 1944, rejoint les Alliés, l'Armée rouge se considère en pays ennemi occupé et, en août 1944, la marine soviétique réquisitionne le navire. Il battit quelques mois pavillon soviétique jusqu'à ce que le gouvernement roumain obtienne sa restitution. Mais de 1946 à 1965, le Mircea ne devait jamais naviguer qu'à proximité de ses côtes, en mer Noire.
En 1966, il subit une remise en état majeure dans son chantier d'origine. Sa mâture et son gréement furent révisés, des cloisons étanches furent ajoutées, les emménagements intégralement refaits ainsi que tout le système de câblage électrique et les 1 750 m2 de sa voilure. Malgré cette remise à neuf du navire, le Mircea devait toujours se contenter de caboter en mer Noire et en Méditerranée, assurant une paisible formation à ses cadets qui pouvaient se destiner à la marine militaire ou marchande.
Ce n'est qu'à partir de 1975 qu'il commença vraiment à s'aventurer au large, franchissant l'Atlantique pour l'Amérique du Sud et du Nord avant de rejoindre l'Afrique, puis l'Angleterre et Amsterdam où croisaient d'autres grands voiliers. En 1976, il participa à la Transatlantique à l'occasion du bicentenaire américain, avec à son bord 23 officiers, 57 marins et 107 cadets. Après la Libération de décembre 1989, il continua à naviguer avant de bénéficier d'une ultime remise en état.

## Aspects du navire

Le Mircea en Méditerranée et à Brest
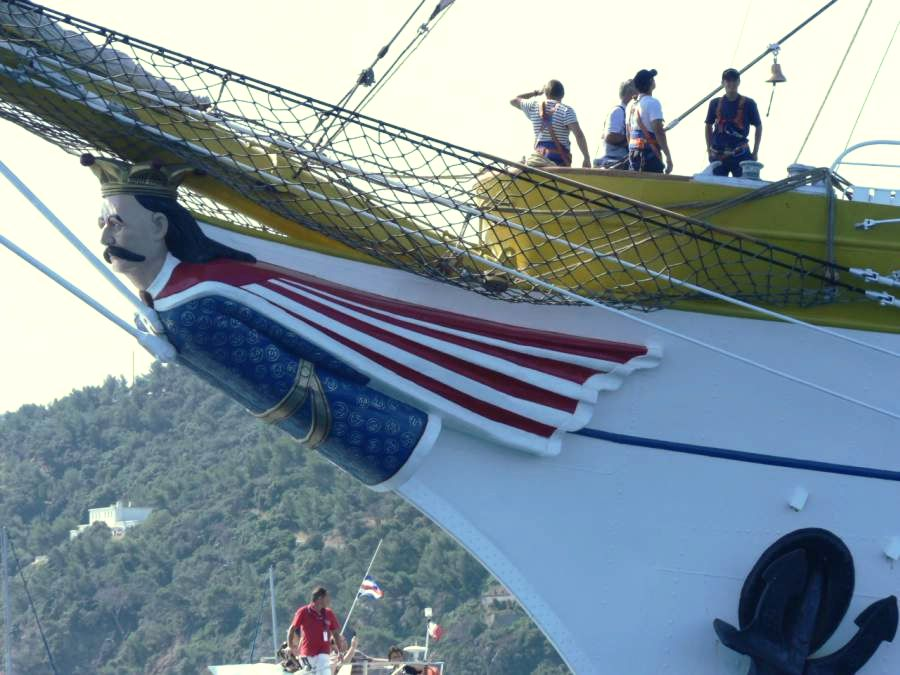
La figure de proue (le prince Mircea).
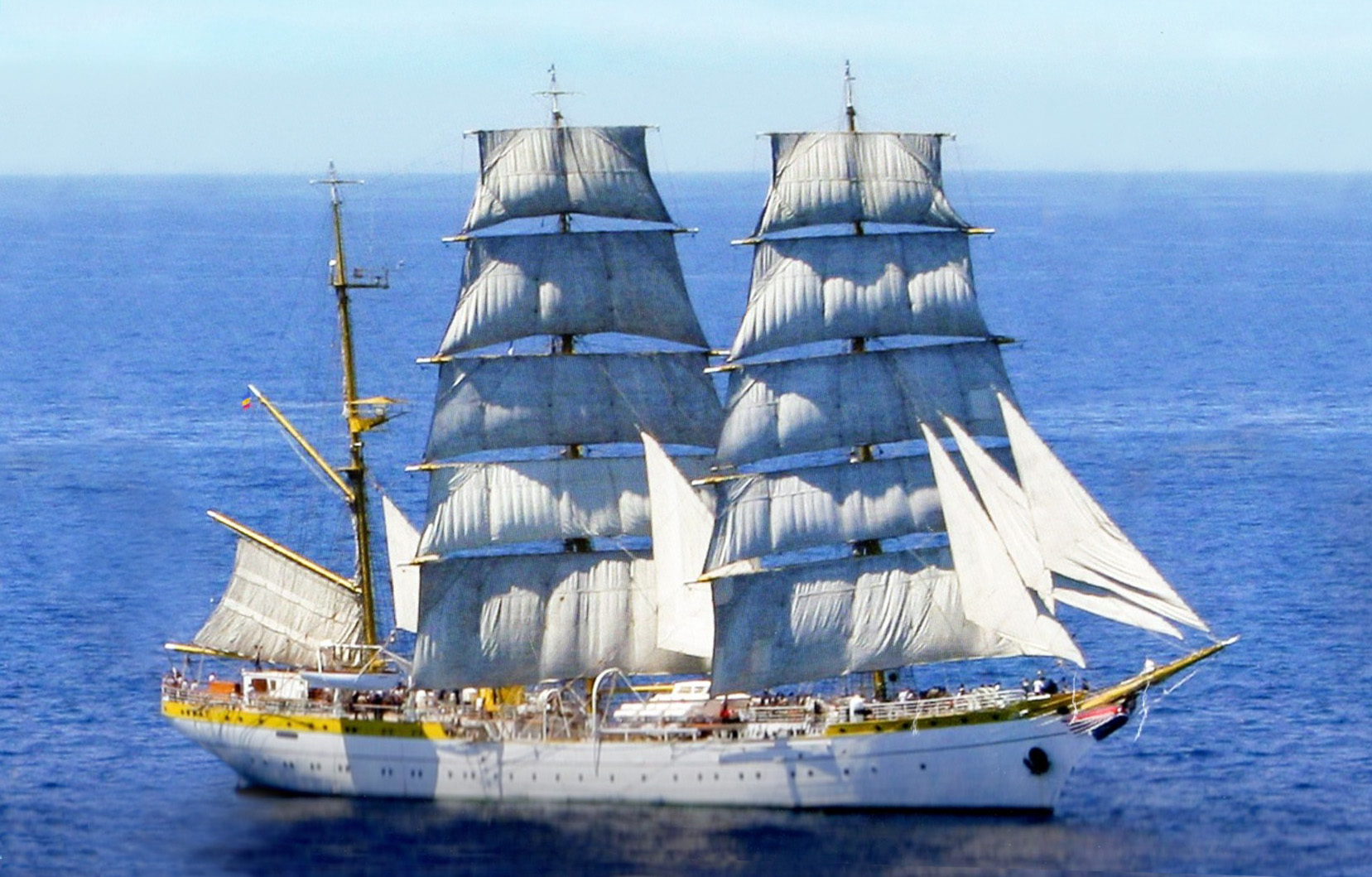
Mircea en 2007 au large de Toulon.
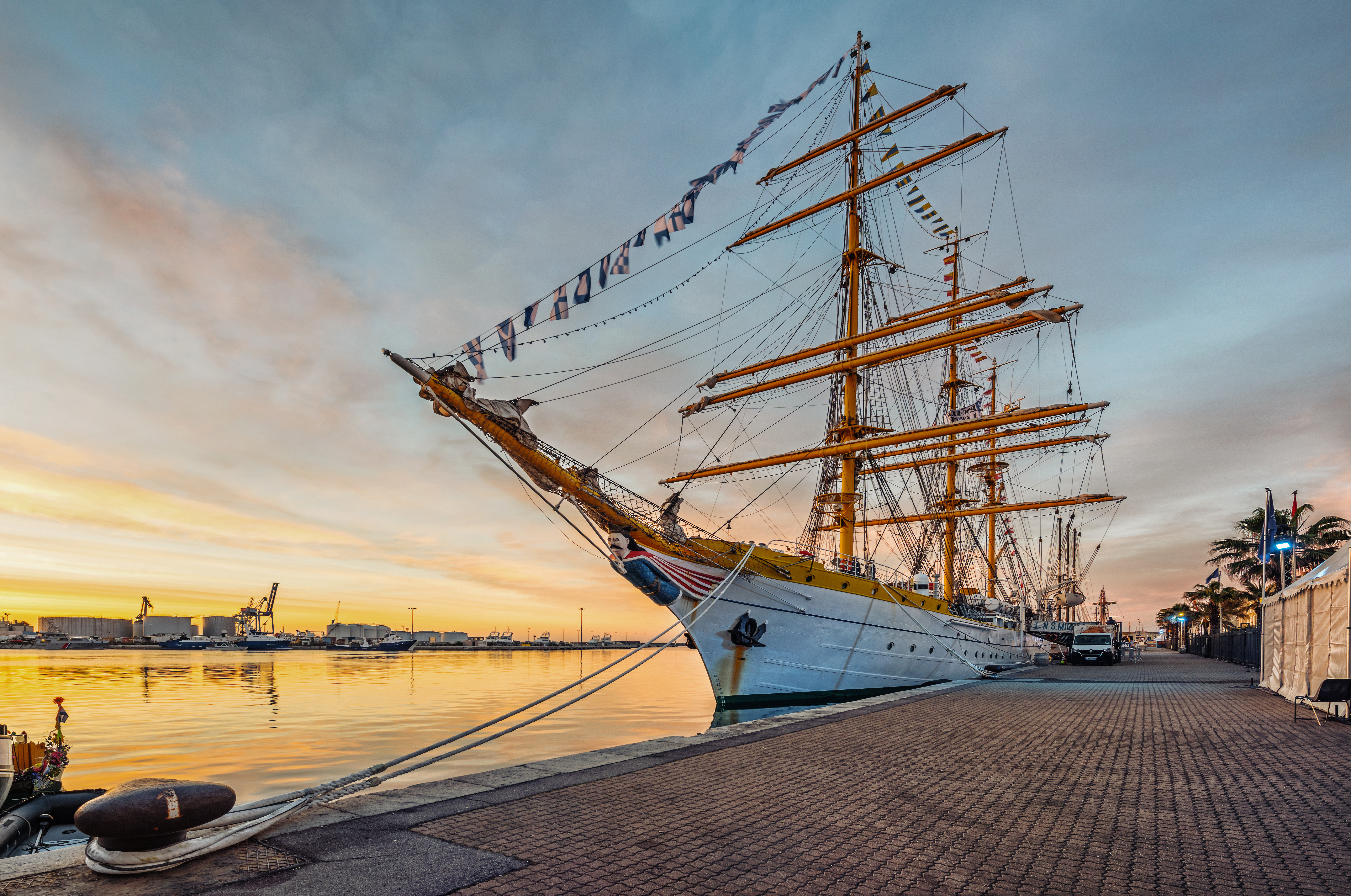
Mircea à Sète en 2022.
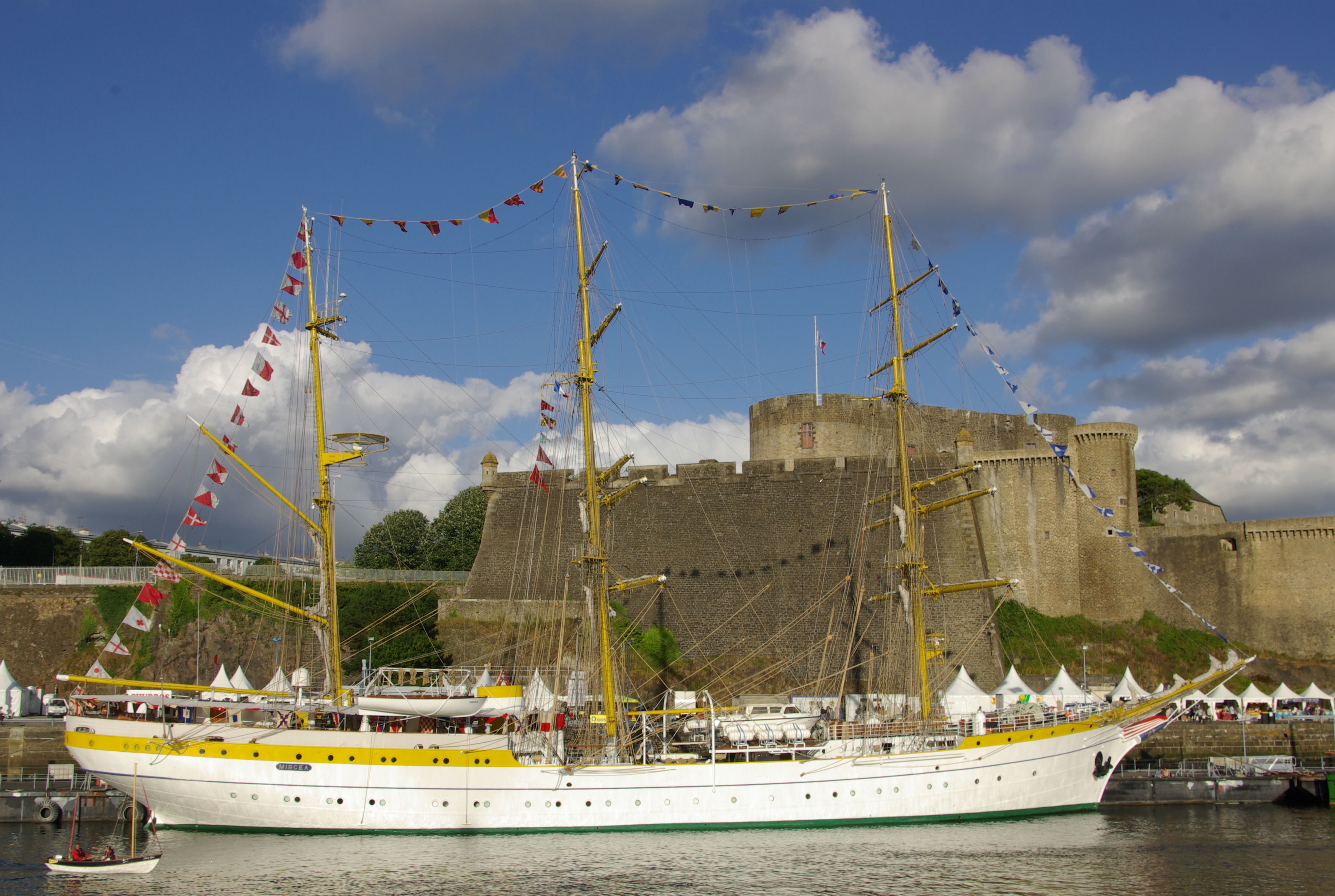
Mircea à Brest 2008 vu par tribord.
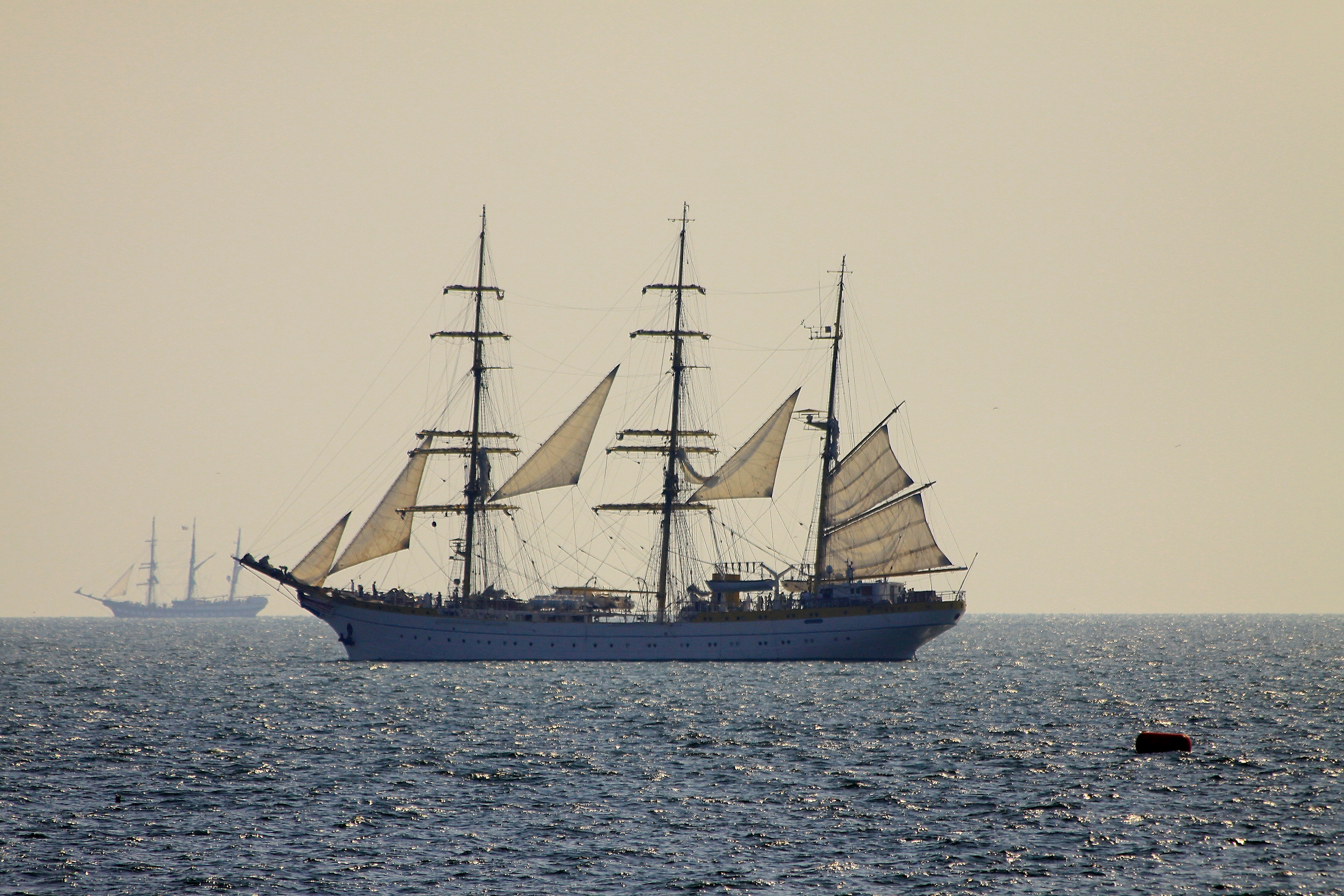
Mircea en mer Noire en 2018.

## Rassemblements de grands voiliers
Il a participé à la Tall Ships' Races de 2007 sur Gênes (Italie), Toulon (France), Barcelone (Espagne) et Szczecin (Pologne), à l'Armada 2008 de Rouen et à Brest 2008. Il participe également à l'Armada de Rouen en juin 2019. La TAll Ship's Race 2019 partira d'ailleurs de ce port et le Mircea fera partie des navires au départ.
Escale à Sète (2022)